# Observatoire royal de Greenwich
L'Observatoire royal de Greenwich (en anglais Royal Observatory, Greenwich abrégé par le sigle ROG ; anciennement Royal Greenwich Observatory ou RGO) est un observatoire astronomique britannique situé dans  Greenwich Park, dans la banlieue est de Londres, en surplomb de la Tamise qui traverse la ville.

## Fondation

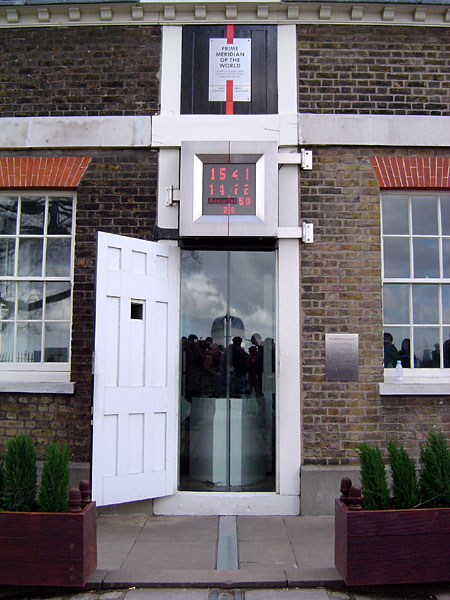
Le méridien d'origine

Il a été créé le 22 juin 1675 sur ordre du roi Charles II d'Angleterre, qui a en même temps créé pour son directeur le poste d'Astronome royal (Astronomer Royal). Ce dernier devait « s'appliquer avec le plus grand soin et la plus grande diligence à corriger les tables indiquant les mouvements du ciel et la position des étoiles fixes, afin de déterminer les meilleures longitudes et perfectionner l'art de la navigation. »
À l'origine, la partie qui constituait l'observatoire était appelée Flamsteed House du nom de son premier directeur John Flamsteed, et a été conçue par l'architecte Sir Christopher Wren. C'était la première fois en Angleterre qu'un bâtiment était construit spécifiquement dans le but d'accueillir une installation de recherche scientifique. Il abritait non seulement les instruments scientifiques qui devaient être utilisés par Flamsteed pour son travail sur les tables des étoiles, mais, par la suite, on lui a assigné quelques tâches supplémentaires, comme la mesure du temps et plus tard le service de l'Almanach nautique de sa Majesté (Her Majesty's Nautical Almanac Office). 
Les astronomes britanniques se sont longtemps servi de l'Observatoire Royal pour fonder leurs mesures : quatre méridiens distincts ont été successivement tracés à l'intérieur du bâtiment. Le point de départ des longitudes, le méridien d'origine (Prime Meridian), a été déterminé en 1851 et adopté lors d'une conférence internationale en octobre 1884 ; à l'origine il passait à travers l'observatoire. Longtemps il a été marqué par une bande en cuivre dans la cour, remplacée maintenant par une autre en acier inoxydable. Finalement, depuis le 16 décembre 1999, il est marqué par un puissant laser vert qui, la nuit, brille vers le nord à travers Londres. 
À l'époque où l'observatoire de Greenwich était en activité, les coordonnées géographiques se référaient à un sphéroïde aplati (aux pôles) dont la surface correspondait le plus possible au niveau moyen local de la mer. Dans le monde entier, il fallait utiliser plusieurs données, qui toutes utilisaient des sphéroïdes différents, parce que le niveau moyen de la mer varie de plus de 100 mètres suivant les endroits. Les systèmes de référence géodésiques modernes, comme le Système géodésique mondial et le Repère international de référence terrestre, se servent d'un sphéroïde oblate. Du fait du passage de plusieurs sphéroïdes à un sphéroïde mondial, toutes les coordonnées géographiques ont changé, parfois de plusieurs centaines de mètres. Le Méridien principal sur lequel se fondent les systèmes de référence modernes passe à environ 100 mètres à l'est du méridien astronomique de Greenwich que représentait la bande de cuivre. 
L'heure de Greenwich (Greenwich Mean Time) se fondait dans un premier temps sur les observations de temps faites à Greenwich, avant qu'elle fût remplacée par le Temps universel coordonné. Installée par l'astronome royal John Pond en 1833, une boule indiquant le temps s'abaisse chaque jour pour marquer 13 heures exactement en été (Summer time) et à 12 heures en hiver (Winter time).
Aujourd'hui, le bâtiment abrite un musée d'instruments destinés à l'astronomie et à la navigation, notamment les fameux chronomètres H1 à H4 de John Harrison. En février 2005, l'observatoire a commencé à être réaménagé, pour un budget de 15 millions de livres ; il disposera alors d'un nouveau planétarium, de galeries d'exposition supplémentaires et d'équipements éducatifs.
L'Observatoire royal de Greenwich abrite de son côté une lunette astronomique à monture équatoriale de 31,75 cm, construite par G. & S. Merz en 1858, ainsi que divers instruments de météorologie et géodésie.

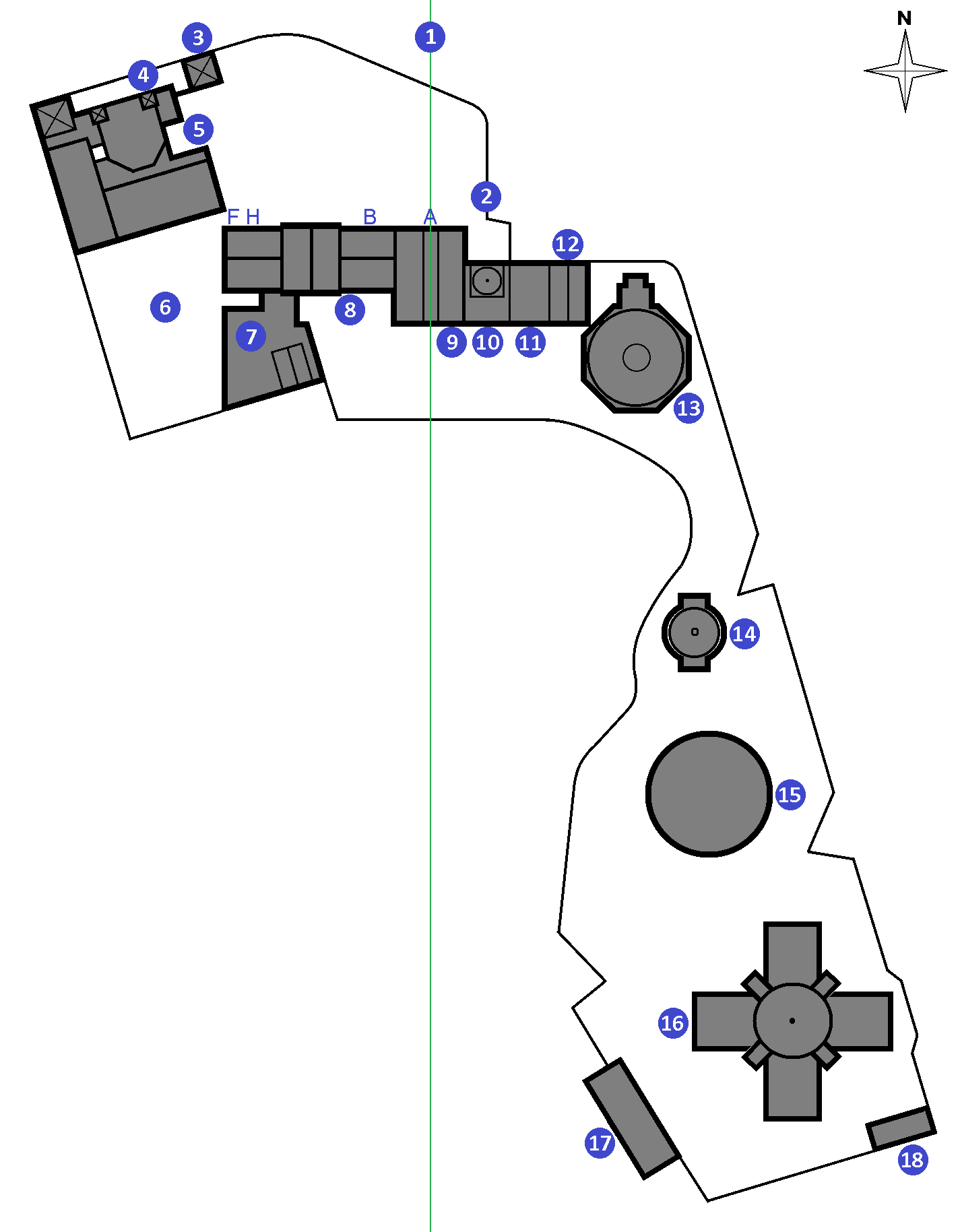
Plan du site de l'observatoire
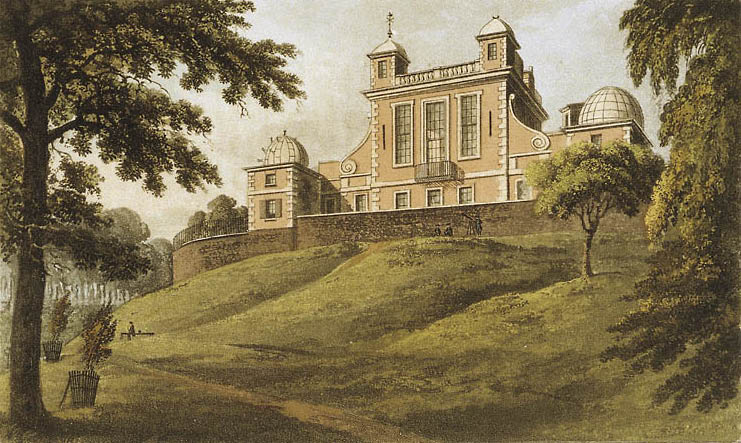
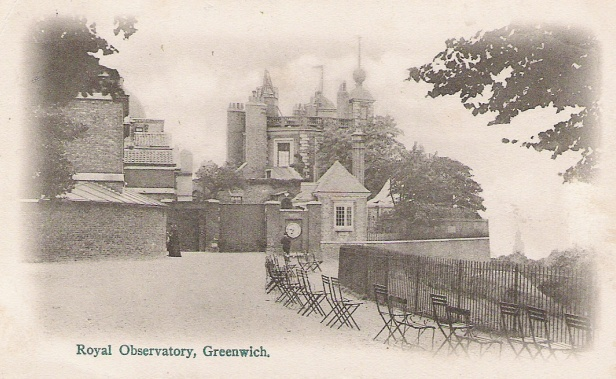
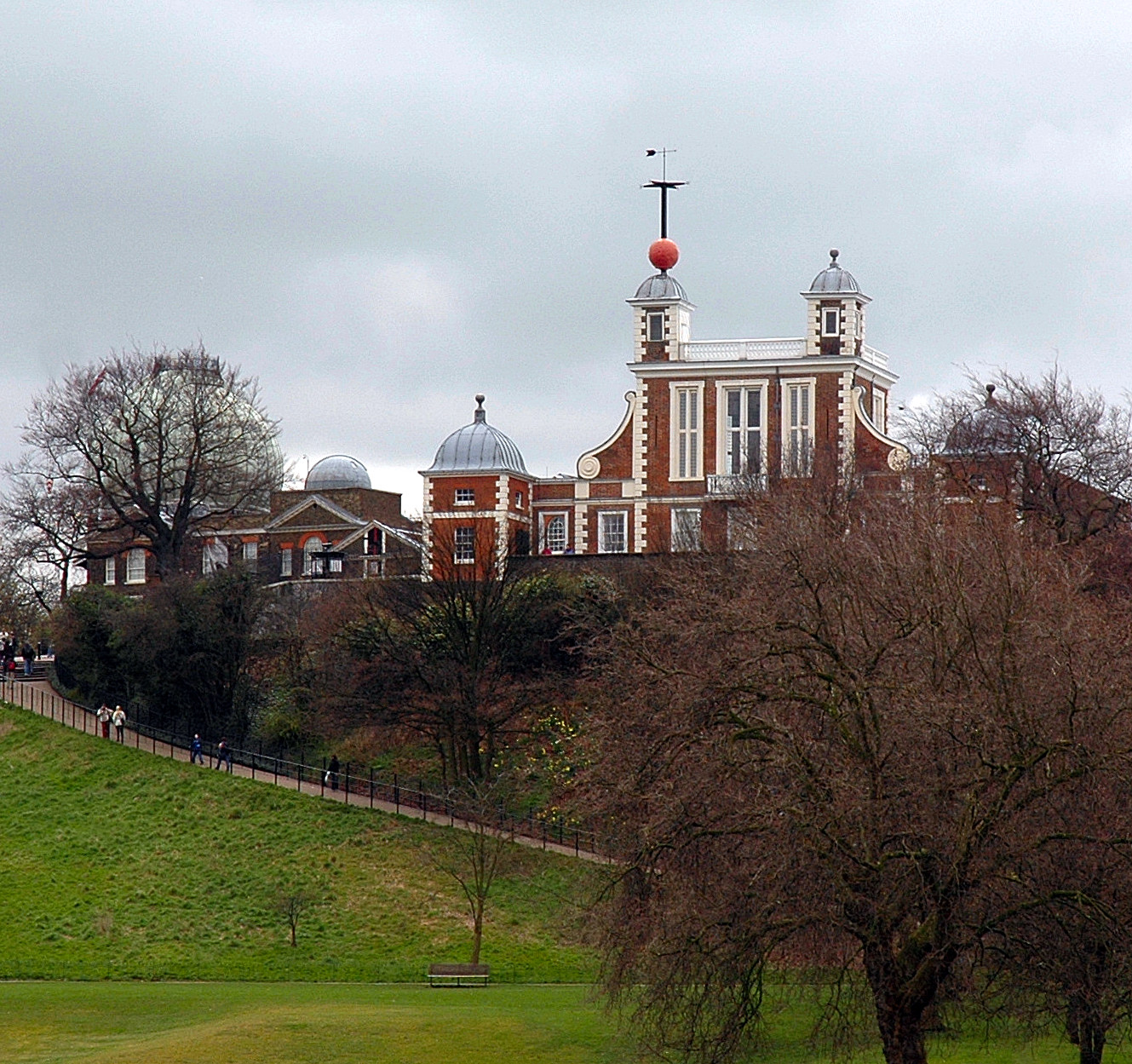
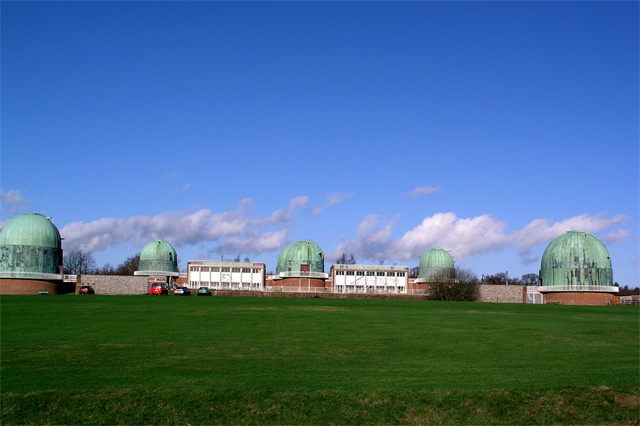
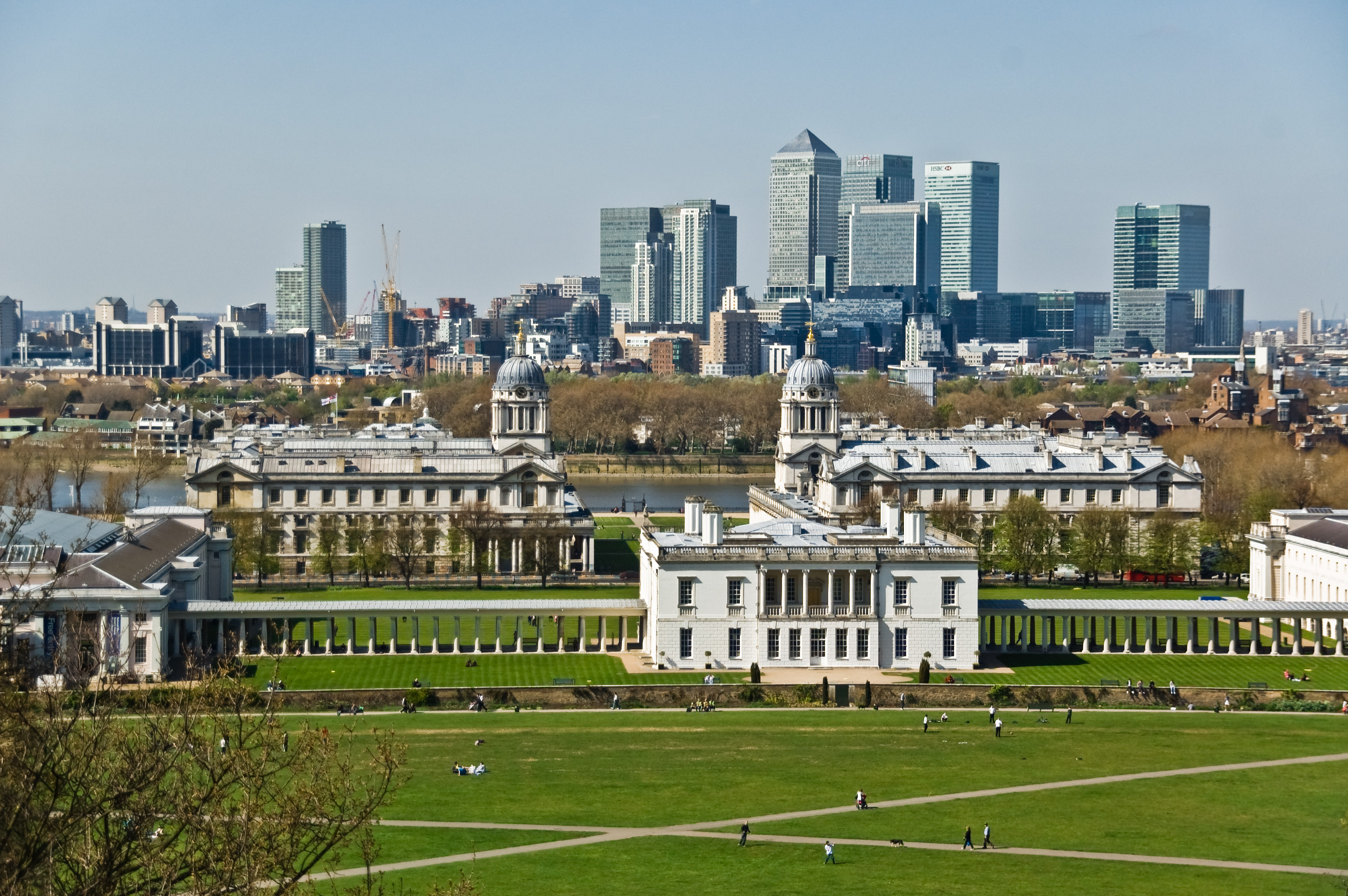
Vue de Londres et de Greenwich depuis l'Observatoire royal